# 生物发光

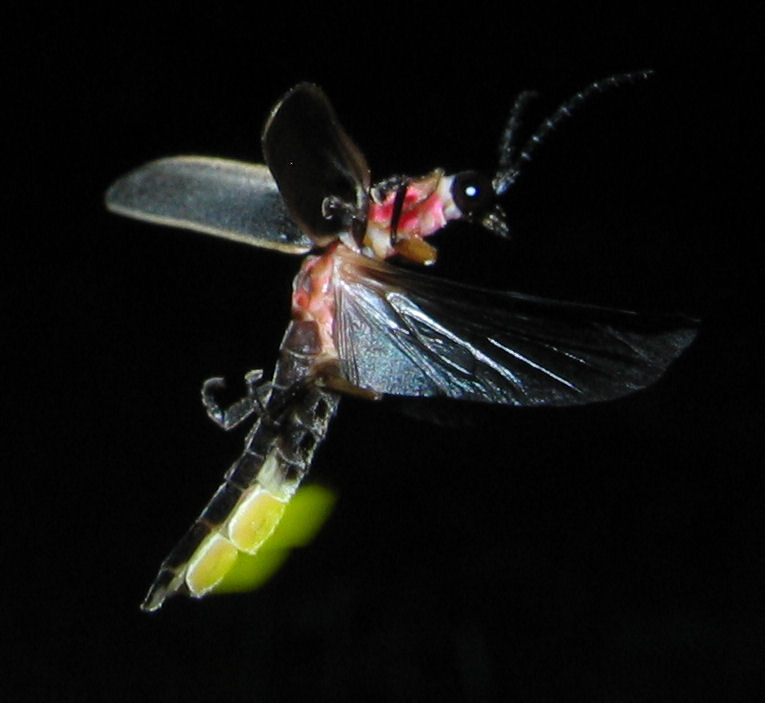
飞行的和发光的萤火虫, 该物种学名为Photinus pyralis。

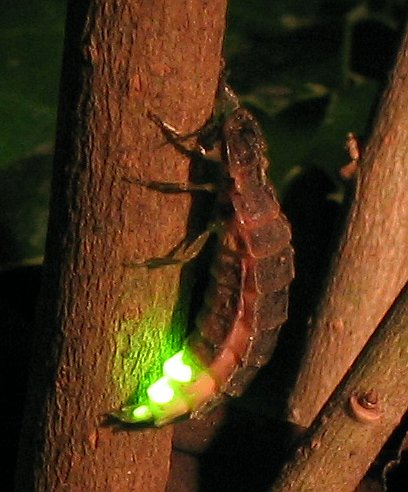
雌性的萤火虫。

萤火虫（该物种学名为Lampyris Noctiluca）交配的雄性和雌性。 与雄性不同，该种的雌性为幼虫状，没有翅膀。

生物发光现象是在生物体内，由於生命過程的變化，化学反应将化学能转化为光能而发光的现象。生物发光在英语中名为bioluminescence，该词为合成词，是由希腊语中代表生命的bios与拉丁语中意为光的lumen组合而成。大部分发光与三磷酸腺苷（ATP）有关，发光的化学反应不限于在细胞内外发生。对于细菌，发光相关基因的表达被名为发光操纵子（Lux operon）的一种操纵子控制。有生物发光现象的物种在整个进化过程中独立出现过30次以上。
生物发光现象在海洋脊椎动物，无脊椎动物，微生物及陆生生物上都有发现。共生生物中也有发光生物的踪迹。

## 特点
生物发光是发光的一种形式，被称做冷光源，因为仅有低于20%的光产生热辐射。生物发光不应与荧光（生物荧光）、磷光（生物磷光）或是光的折射弄混淆。
约90%的深海生物都会产生某种形式的光。大多数生物发出属于蓝或绿光光谱，这样更容易通过海水传播。不过，某些巨口鱼发出红光或红外光，而浮蚕属的生物发出黄光。
非海洋生物的发光现象分布较窄，但发光颜色却更加丰富。最著名的陆上发光生物是螢。其他的昆虫，昆虫幼虫，环节动物，蛛类，甚至某些真菌都被报道有生物发光能力。
某些生物的發光隨晝夜推移而變化。例如夜間发光更明亮，或是僅於夜間发光等。

## 化学机理

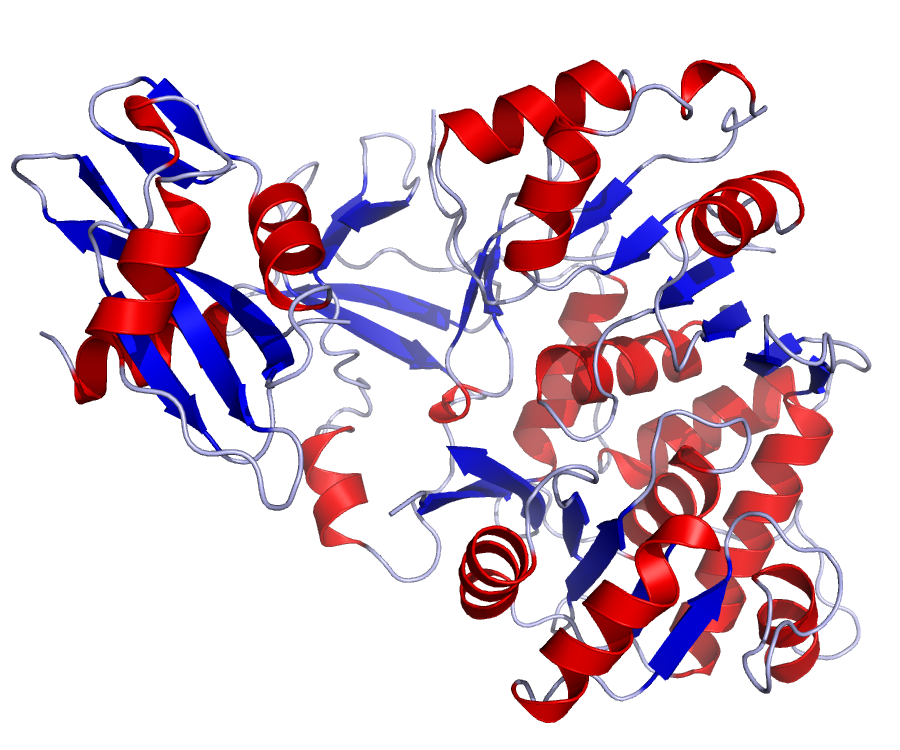
萤火虫物种（Photinus pyralis）萤光素酶的蛋白质结构。 该酶是比萤光素大得多的一个分子。

生物发光是化学发光的一种形式，通过化学反应释放光能。 该反应涉及一种发光颜料荧光素，和一种荧光素酶，即酶成分。 由于萤光素/萤光素酶组合的多样性，在化学机理上几乎没有共性。从目前研究的系统来看，唯一的共性机制是分子氧的作用，尽管许多例子同时释放二氧化碳。

## 发光适应性
5种主要的适应性理论可以解释发光特性的进化过程。

### 对抗照明式伪装
某些种类的鱿鱼身上的发光菌可发出与上方照射光强相同的光使自身隐蔽，这种现象就是对抗照明。对于这些动物，感光囊用来控制对比光线以达到与周围环境优化匹配。通常情况下鱿鱼身上的细菌发光组织与感光组织分离，但一种耳烏賊科四盤耳烏賊屬的夏威夷短尾魷魚把两者合二为一。

### 吸引

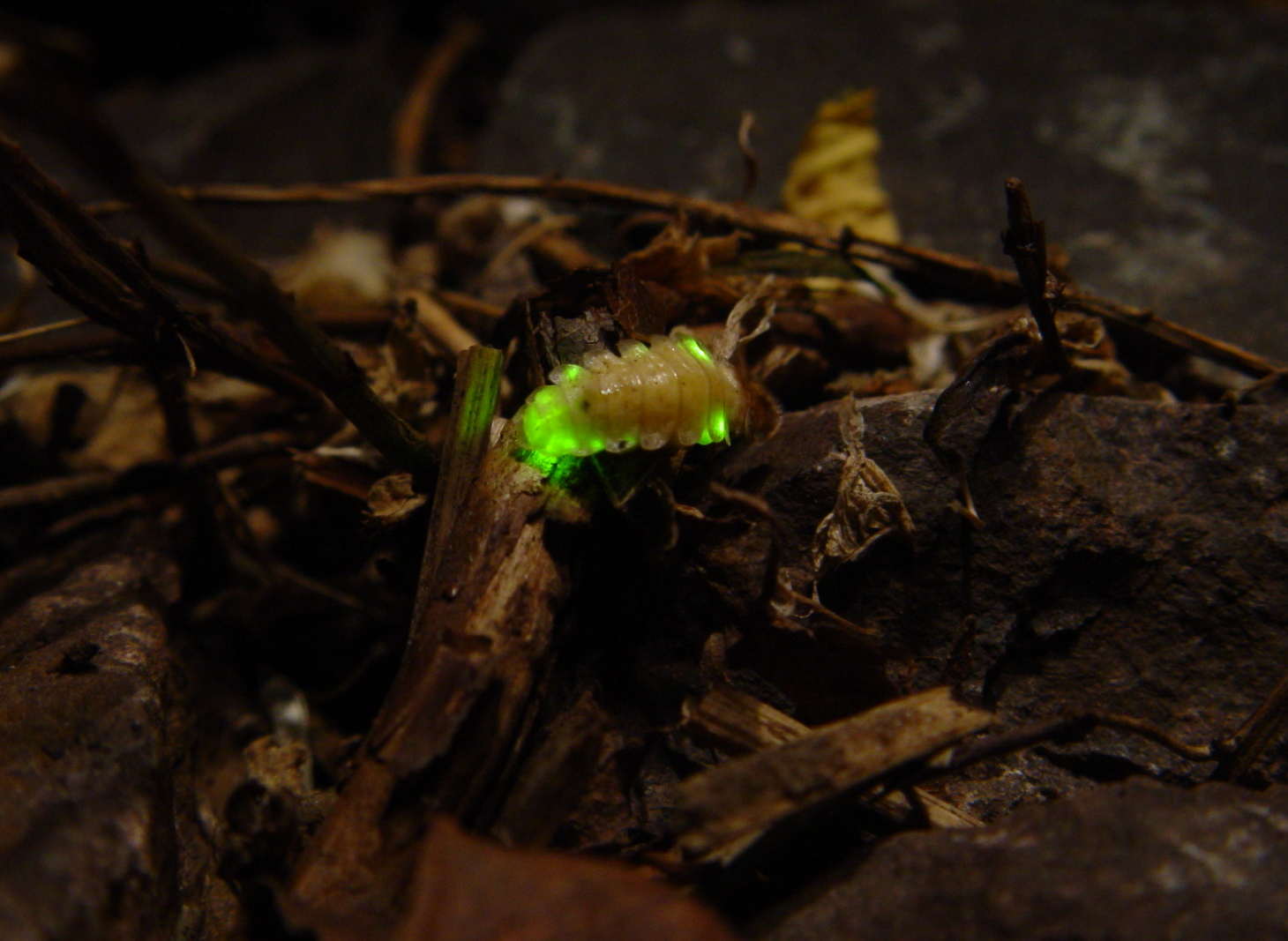
萤火虫幼虫

某些深海鱼类如鮟鱇魚发出光吸引猎物。这种鱼的头部伸出悬挂的发光器可将小型鱼类吸引到自身附近。有的鱼却反其道而行之。
雪茄达摩鲨发光进行伪装，不过它腹部上的暗色小斑点在某些大型掠食性鱼类如鲔鱼和鲭鱼看来就像他们捕食的小鱼。当它们接近这些“小鱼”时，就成了鲨鱼的食物。
甲藻对这种发光机理的应用更为奇妙。当这种浮游生物感觉到它的天敌接近时，會立刻发出螢光。这样捕食腰鞭毛虫天敌的动物也会被吸引过来，这样可能就化险为夷了。
利用光吸引异性交配是生物发光的另一种机理。这在萤火虫身上非常常见，它们在交配季节腹部规律性的闪烁以吸引异性。在海洋生物中这种现象只在一种介形亚纲类的甲壳类动物身上确切地观察到过。科学研究表明性引诱剂适用于远程吸引异性 ，而生物发光适用于近距离呼唤对方。

### 驱除
某些鱿鱼及小型甲壳类动物喷出发光化学混合物或发光细菌浆就像乌贼喷的墨水一样驱赶敌人，从而逃走。所有种类的萤火虫幼虫都能发出警示性的光來驱走捕食者。

### 交流
生物发光直接影響了细菌间的交流。这种作用会提升宿主的共生效应，并对菌丛聚集产生影响。

### 照明
虽然大部分海洋生物发出绿光或蓝光，但巨口鱼产生红光。这样可使它们看见红色的猎物，而因为海水把红光滤掉这些红鱼通常不被其他深海生物看见。.

### 生物发光工程中的合理化应用
如下是生物发光工程中某些合理化的应用: 
- 利用行道树发光节省电力开支
- 代替圣诞树挂的灯以保证安全
- 农作物和家庭植物需水时发光
- 利用新方法检查肉和其他食物变质
- 生物鉴定逃犯和精神病患者
- 在可疑菌落中鉴定菌种
- 新奇的发光宠物(发光兔，发光鼠，发光鱼等等)

## 发光生物
所有的细胞从辐射电磁波的形式来说都会发光，只是大多数都是裸眼不可见或无法察觉的光。生物发光现象只有发出某些特定的波长，频率，亮度等因素下的光。下列是发出可见光的生物名单。

### 陆生生物
- 节肢动物
  - 萤火虫
  - 双翅目蕈蚋科
  - 蜈蚣
  - 马陆
- 环节动物
- 蕈类（螢光蕈）
  - Omphalotus olearius
  - Omphalotus nidiformis
  - 蜜环菌（Honey mushroom）
  - 鳞皮扇菇（Panellus stipticus）
  - 几种小菇属菌类，如：墾丁小菇
- 陆生软体动物
  - Dyakia striata

### 鱼类
- 雪茄达摩鲨
- 海洋斧头鱼（Marine hatchetfish）
- 鮟鱇鱼
- 灯眼鱼
- 松毬鱼
- 蟾鱼
- 囊鳃鳗
- 鼠尾鳕
- 巨口魚

### 海洋无脊椎生物
- 刺胞动物
  - 海鳃
  - 珊瑚
  - 維多利亞多管發光水母
- 栉水母
- 棘皮动物 (如真蛇尾目)
- 裸鳃类
- 甲壳类
  - 介形亚纲动物
  - 磷虾
- 毛颚动物
- 软体动物
  - 蛤蜊
  - 章鱼
    - 单盘蛸科

  - 管鱿目

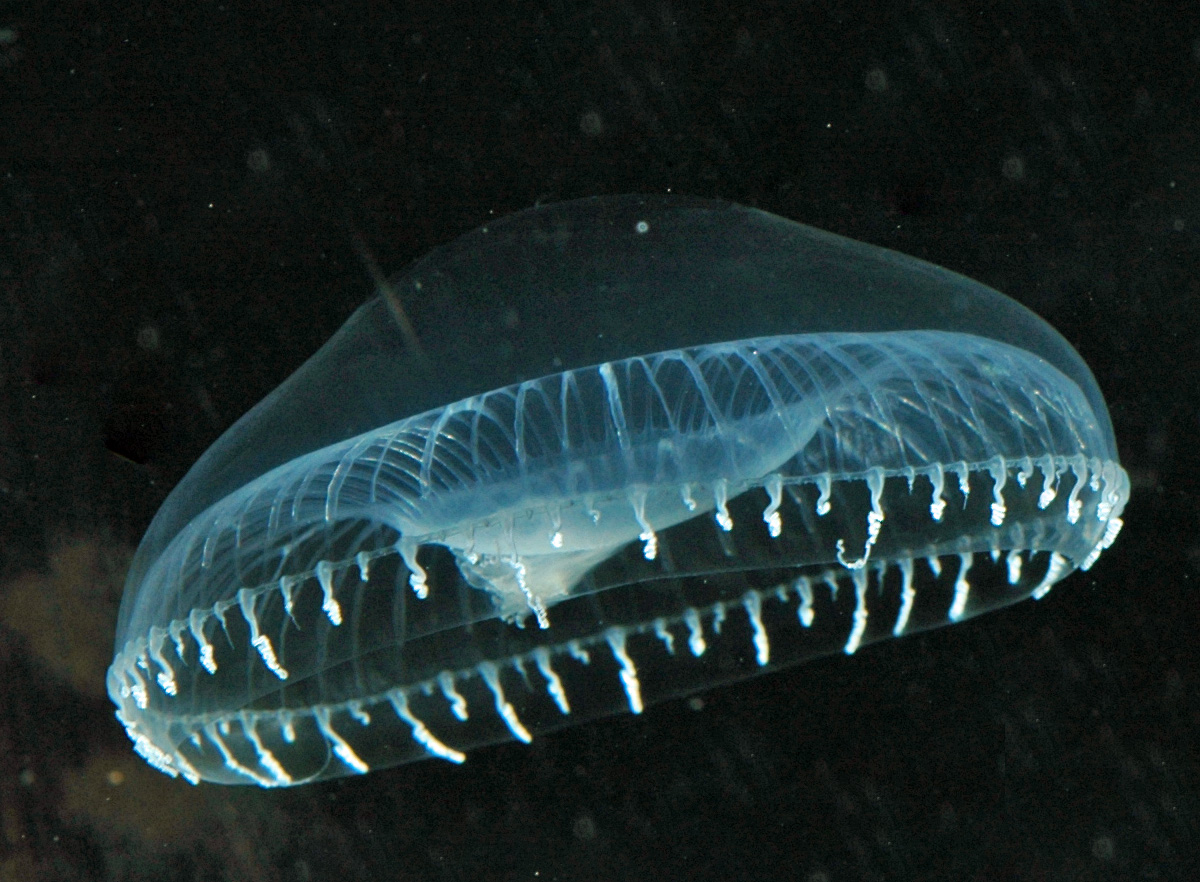
下村脩在1961年从維多利亞多管發光水母晶体胶冻分隔出水母素发光蛋白和它的辅因子腔肠素。

    - 巨型鱿鱼 （Colossal Squid）
    - 鞭鱿属 （Mastigoteuthidae）
    - 耳乌贼科
    - 萤火鱿
    - 吸血鬼乌贼（Vampire squid）

### 微生物
- 甲藻门
  - 夜光藻

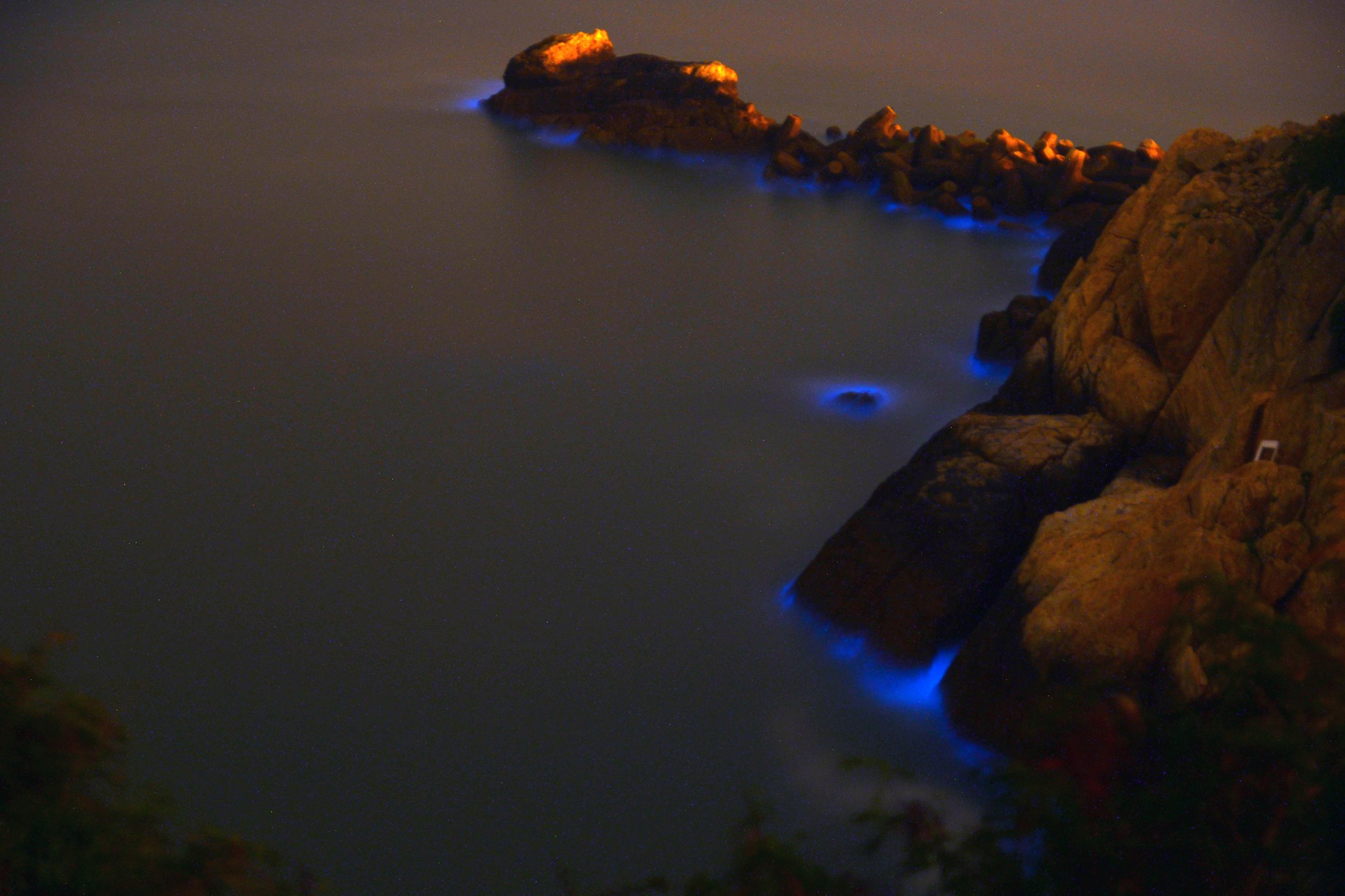
在馬祖列島海岸發光的夜光藻，當地居民稱為「藍眼淚」。

- 弧菌科 (如费氏弧菌（Vibrio fischeri），哈维氏弧菌（Vibrio harveyi），发光杆菌 （Vibrio phosphoreum）)
- 真菌 (如蜜环菌)